# Hi! School – Love On
Hi! School – Love On (kor.: 하이스쿨: 러브온, MOCT: Ha-i seukul: Rabeu on) – południowokoreański serial telewizyjny emitowany w 2014 roku na kanale KBS2. Główne role odgrywają w nim Kim Sae-ron, Nam Woo-hyun oraz Lee Sung-yeol. Serial emitowany był od 11 lipca do 19 grudnia 2014 roku.

## Obsada

### Główna
- Kim Sae-ron jako Lee Seul-bi
- Nam Woo-hyun jako Shin Woo-hyun
- Lee Sung-yeol jako Hwang Sung-yeol
- Choi Soo-rin jako Ahn Ji-hye
- Jung Jae-soon jako Gong Mal-sook
- Cho Yeon-woo jako Hwang Woo-jin

### Postaci drugoplanowe
Uczniowie klasy 2-3
- Shin Hyun-tak jako Kang Ki-soo (18)
- Kim Young-jae jako Choi Jae-seok (18)
- Kim Min-young jako Na Young-eun (18)
- Na Hae-ryung jako Lee Ye-na (19)
- Kim Soo-yeon jako Lee Da-yul (18)
- Kim Min-suk jako Park Byung-wook (18)
- Baek Seung-heon jako Yang Tae-ho (18)
- Jung Yoo-min jako Kim Joo-ah (18)
- Chang-jae jako Lee Seok-hoon (18), przewodniczący klasy
- Lee Shi-hoo jako Go Cheon-sik (18)
- Song Ji-ho jako Seo Yo-han (18)

Grono pedagogiczne
- Kim Kwang-sik jako Kim Kwang-sik, nauczyciel muzyki
- Han Soo-young jako Choi So-jin
- --- jako Park Han-gil
- Lee Joon-Hyuk jako Ha Dong-Geun
- Lee Chang-joo, jak Jeon Byung-chul, starszy anioł
- Choi Sung-Guk jako pierwszy anioł, który został człowiekiem
- Fabien jako Philip, nauczyciel literatury

### W pozostałych rolach
- --- jako Lee Yoo-jung
- --- jako Han Jung-min
- --- jako Kim Yoon-hee
- --- jako detektyw Park
- --- jako były wychowawca Woo-hyun
- Choa jako Kim Jin-young
- Kim Ye-boon jako Choi Sung-gook, matka Jin-young